# Volts (álbum)
Volts es un álbum de la banda australiana de rock AC/DC, incluido en el boxset Bonfire (Album), titulado «Disco Cuatro». Fue lanzado en 1997 e incluye versiones diferentes de canciones de los álbumes Let There Be Rock y Highway To Hell.
Ya que el álbum contiene varias entrevistas con Bon Scott y los demás integrantes en aquella época, se le considera el primero de los dos álbumes «raros» que tiene AC/DC (el otro es la caja Backtracks, pero cabe mencionar también a '74 Jailbreak).

## Temas
1. Dirty Eyes – 3:21
2. Touch Too Much – 6:34
3. If You Want Blood You Got It – 4:28
4. Back Seat Confidential – 5:23
5. Get It Hot – 4:17
6. Sin City (live) – 4:58
7. She's Got Balls (live) – 7:57
8. School Days – 5:23
9. It's a Long Way to the Top (If You Wanna Rock 'n' Roll) – 5:14
10. Ride On – 10:03

## Versión australiana
1. Dirty Eyes – 3:21
2. Touch Too Much – 6:34
3. If You Want Blood You Got It – 4:26
4. Back Seat Confidential – 5:23
5. Get It Hot – 4:15
6. Sin City (live) – 4:53
7. Walk All Over You (live) - 5:07
8. T.N.T. (live) - 4:13
9. She's Got Balls (live) – 7:56
10. School Days – 5:21
11. It's A Long Way To The Top (If You Wanna Rock 'n' Roll) – 5:16
12. Ride On – 9:44

- Todas las canciones fueron compuestas por Angus Young, Malcolm Young y Bon Scott menos School Days, que fue compuesta por Chuck Berry.

## Información
- Dirty Eyes es una grabación temprana, la cual fue transformada luego en la canción Whole Lotta Roise.
- Touch too Much es una grabación muy diferente a la que se conoce en el Highway to Hell con diferentes riffs y letras.
- If You Want Blood You've Got It es la misma versión de Highway to Hell pero con diferentes letras.
- Back Seat Confidential es una grabación temprana, la cual fue transformada luego en la canción Betaing Around the Bush.
- Get It Hot es una grabación muy diferente a la que se conoce en el Highway to Hell con diferentes riffs y letras.
- Sin City fue grabada en vivo en el show Midnight Special.
- Walk All Over You y T.N.T. fueron grabadas en vivo del Let There Be Rock: La película (versión Austrliana).
- She's Got Balls fue grabada en vivo en el show Bondi Lifesaver, y también es encontrado en el sencillo You Shook Me All Night Long.
- School Days es del T.N.T.; fue previamente sacada del aire en Australia.
- It's A Long Way To The Top (If You Wanna Rock 'n' Roll) fue previamente lanzado en el T.N.T. e internacionalmente en el High Voltage.
- Ride On fue previamente lanzada en la versión australiana e internacional lanzados de Dirty Deeds Done Dirt Cheap.
- Después de las canciones, siguen varias entrevistas con Bon Scott, lo que hace a este álbum «raro».

## Músicos
- Malcolm Young - GuitarraeRítmica, Intento de voz
- Angus Young - Guitarra líder
- Bon Scott - Voz
- Phil Rudd - Batería
- Cliff Williams - Bajo, Intento de voz
- Mark Evans - Bajo en Dirty Eyes, School Days, It's A Long Way To The Top (If You Wanna Rock 'n' Roll) y Ride On.